# Thorectandra excavatus
Thorectandra excavatus är en svampdjursart som först beskrevs av Ridley 1884.  Thorectandra excavatus ingår i släktet Thorectandra och familjen Thorectidae. Inga underarter finns listade i Catalogue of Life.